# Ivanivți, Muncaci
Ivanivți (în ucraineană Іванівці) este localitatea de reședință a comunei Ivanivți din raionul Muncaci, regiunea Transcarpatia, Ucraina.

## Demografie
Componența lingvistică a localității Ivanivți
     Ucraineană (97,71%)
     Alte limbi (0,98%)
Conform recensământului din 2001, majoritatea populației localității Ivanivți era vorbitoare de ucraineană (97,71%), existând în minoritate și vorbitori de alte limbi.